# 突風 (松本清張)
『突風』（とっぷう）は、松本清張の短編小説。『影の車』第8話として『婦人公論』1961年8月号に掲載され、1966年12月に短編集『突風』収録の表題作として、海燕社から刊行された。
1977年・1983年にテレビドラマ化されている。

## あらすじ
葉村明子は、総務部長に出世した夫の寿男が浮気を始めたのに気づいた。しかし夫は白状しなかった。浮気相手が銀座のバーの若い女であることを突き止めた明子は、みどりというその女に会う決心になった。
水商売の雰囲気に緊張する明子。だがみどりは明子に、寿男とは商売上やむを得ずつきあっただけで、いつでも寿男を返すつもりだと、さばさばした口調で答えた。明子にはみどりが腹黒い女には見えなかった。夫がのぼせているだけなのだと考える明子だったが、今度は夫が自暴自棄に陥るのではと心配になる。
しかしその後も夫の様子に変化はなかった。思いあまって探偵社に頼んだ明子は、みどりが藤田良一という若い男と同居していることを知る。良一はみどりに稼がせているヒモ生活者とのことだった。明子は良一に会い、夫と別れるようみどりを説得してもらおうと決心した。
やくざ系の男かと緊張する明子。だが良一は明子に、きっぱりと寿男と手を切るよう、みどりに言うつもりだと、良家の子弟のような立派な態度で答えた。明子には良一がだらしない与太者には見えなかった。探偵社の報告がオーバーだったのだと考える明子だったが、真剣な表情で説得を約束する年下の若い良一に、妙な気持を覚える。
しかしその後も夫の様子に変化はなかった。気の弱そうな良一がみどりに強く出られないのだと思った明子は、良一を気の毒に思いつつ、再び良一のもとを訪れる。明子の予期した通り、良一は哀れげに詫びた。続けて良一は、少年のようにあどけない表情で、明子の態度を褒め始める。「こんないい奥さんを放っておいて、みどりみたいな奴に気持ちを奪われている葉村さんが理解できません」。良一の思わぬ愛情めいた言葉に、明子の顔が赤くなり、胸の中が震えだす…。

## テレビドラマ

### 1977年版
1977年9月18日、TBS系列の「東芝日曜劇場」枠（21:00-21:55）にて放映。視聴率20.4％（ビデオリサーチ調べ、関東地区）。DVD化されている。
キャスト
- 葉村明子：三田佳子
- 藤田良一：岡本富士太
- 葉村寿男：金田龍之介
- 芳村みどり：秋野暢子
- 事務員：川口今日子
- ウェイトレス：川村美佐江

スタッフ
- 脚本：服部佳
- 音楽：山下毅雄
- 演出：宮武昭夫
- 制作：TBS

| TBS系列 東芝日曜劇場                          | TBS系列 東芝日曜劇場 | TBS系列 東芝日曜劇場     |
| 前番組                                        | 番組名               | 次番組                   |
| --------------------------------------------- | -------------------- | ------------------------ |
| あしたの海 （脚本：橋田壽賀子） （1977.9.11） | 突風 （1977.9.18）   | ここは下町 （1977.9.25） |

### 1983年版
「松本清張の突風」。1983年11月26日、TBS系列の「ザ・サスペンス」枠（21:02-22:53）にて放映。視聴率13.1％（ビデオリサーチ調べ、関東地区）。
キャスト
- 葉村明子：根岸季衣
- 葉村寿男：前田吟
- 芳村みどり：泉じゅん
- 野上冴子：中村晃子
- 藤田良一：草川祐馬
- 高島専務：高橋昌也
- 高島夫人：福田公子
- 津村隆
- 神山卓三
- 有吉真知子
- 小川隆一
- 木村翠
- 坂本マリ
- 木村冨穂
- 長谷川涼子
- 恩田千恵
- 岩尾展宏
- 徳永亘
- 浅沼晋平

スタッフ
- 企画：春日千春、樋口祐三
- 脚本：江連卓
- プロデューサー：川口武夫、荒川洋
- 監督：竹本弘一
- 音楽：小六禮次郎
- 撮影技術：横手丘二
- 美術：本田衛
- 助監督：寺山彰男
- 制作協力：霧プロダクション
- 制作：大映テレビ、TBS

| TBS系列 ザ・サスペンス                                               | TBS系列 ザ・サスペンス        | TBS系列 ザ・サスペンス             |
| 前番組                                                               | 番組名                        | 次番組                             |
| -------------------------------------------------------------------- | ----------------------------- | ---------------------------------- |
| 赤い死線（再放送） （原作：ウィリアム・アイリッシュ） （1983.11.19） | 松本清張の突風 （1983.11.26） | 遠藤周作の悪霊の午後 （1983.12.3） |